# Kara przejazdu przez boksy
Kara przejazdu przez boksy (Drive-through penalty) – łagodniejsza kara wymierzana przez sędziów w trakcie wyścigu samochodowego. Jest to przejazd przez strefę boksów (z uwzględnieniem limitu prędkości) bez zatrzymywania się na stanowisku serwisowym. Nie można jej wykonać podczas obecności na torze samochodu bezpieczeństwa. Karę można odbyć na każdym okrążeniu wyścigu oprócz pierwszego i ostatniego.